# لشکر ۷۰ پیاده (بریتانیا)
لشکر ۷۰ پیاده بریتانیا (انگلیسی: 70th Infantry Division) لشکر پیاده‌نظام نیروی زمینی بریتانیا بود، که در سال ۱۹۴۱ تأسیس شد و در سال ۱۹۴۳ منحل گردید.
لشکر ۷۰ پیاده، یک لشکر پیاده‌نظام ارتش بریتانیا بود که در طول نبرد صحرای غربی در جنگ جهانی دوم جنگید. لشکری که بعدها به لشکر هفتادم تبدیل شد، ریشه در لشکر ۷ پیاده‌نظام داشت که در سال ۱۹۳۸ برای خدمت در فلسطینِ تحت قیمومیت بریتانیا در طول شورش اعراب تشکیل شد. این لشکر سپس با شروع جنگ جهانی دوم به مصر منتقل شد و به زودی به لشکر ۶ پیاده‌نظام تبدیل شد که در نبرد کرت و نبرد سوریه-لبنان شرکت کرد. در ۱۰ اکتبر ۱۹۴۱، لشکر ششم به عنوان لشکر ۷۰ پیاده‌نظام، در تلاشی برای فریب اطلاعات محور در مورد قدرت نیروهای بریتانیا در خاورمیانه، بازسازی شد.
نیروی دریایی سلطنتی این لشکر را از ۱۹ سپتامبر تا ۲۵ اکتبر به طبرق منتقل کرد، در اقدامی سیاسی بحث‌برانگیز برای رهایی از پادگان عمدتاً استرالیایی که از آغاز محاصره طبرق تقریباً هفت ماه از بندر دفاع می‌کرد. این لشکر تحت حملات هوایی و توپخانه‌ای روزانه، از بندر دفاع می‌کرد و گشت‌های تهاجمی شبانه علیه مواضع آلمان و ایتالیا انجام می‌داد. در ۱۸ نوامبر، ارتش هشتم بریتانیا عملیات کروسادر را آغاز کرد. این لشکر پس از نابودی نیروهای زرهی محور، وظیفه خروج از طبرق را بر عهده داشت. پس از موفقیت‌های اولیه غیرمنتظره، این لشکر حملات خود را در ۲۱ نوامبر، قبل از شکست تشکیلات زرهی آلمانی‌ها و ایتالیایی‌ها، آغاز کرد. نبردهای سنگین به زودی آغاز شد و این لشکر چندین نقطه قوت آلمانی و ایتالیایی که به خوبی دفاع شده و در سنگرها سنگر گرفته بودند را تصرف کرد. تهدید قریب‌الوقوع تانک‌های محور، حمله فرار را در روز بعد پایان داد. نبردهای مجدد در ۲۶ نوامبر شاهد پیوند این لشکر با لشکر نیوزیلندی بود که در حال نزدیک شدن بود و خطوط ارتباطی محور را قطع کرد. در پاسخ، آلمانی‌ها چندین ضدحمله را برای عقب راندن لشکر ۷۰ از سرزمینی که به دست آورده بودند، آغاز کردند. شکست این حملات تأثیر استراتژیک ماندگاری بر عملیات کروسادر داشت. نیروهای محور عقب‌نشینی خود را آغاز کردند و محاصره طبرق را شکستند.  دو نفر - از واحدهای وابسته به این لشکر - به خاطر اقداماتشان در طول عملیات صلیبی، نشان صلیب ویکتوریا دریافت کردند.
پس از نبرد در طبرق، این لشکر از جبهه خارج شد و به عنوان ذخیره قرار گرفت. هنگامی که ژاپن وارد جنگ شد، این لشکر به هند منتقل شد. این لشکر باتجربه‌ترین و آموزش‌دیده‌ترین واحد بریتانیایی موجود در آسیا محسوب می‌شد. در هند، این لشکر یک نیروی ذخیره برای مقابله با فرودهای احتمالی ژاپنی‌ها تشکیل داد و در عین حال در جنگ جنگل آموزش دید. همچنین به عنوان نیروی پلیس، محافظت از راه‌آهن و سرکوب نافرمانی مدنی ناشی از جنبش ترک هند خدمت کرد. در حالی که درخواست شده بود که این لشکر به خط مقدم در برمه اعزام شود، در عوض به نیروی ویژه، که معمولاً با نام چندیت شناخته می‌شود، منتقل شد. چنین اقدامی با مخالفت بالاترین فرماندهان نظامی در هند و برمه روبرو شد و با خود سربازان نیز جنجال‌برانگیز بود. علیرغم درخواست‌های آنها، این لشکر منحل شد و رسماً در ۲۴ نوامبر ۱۹۴۳ به حیات خود پایان داد. مورخ وودبرن کربی و سپهبد ویلیام اسلیم (که رهبری نیروهای بریتانیایی در برمه را بر عهده داشت) معتقد بودند که اگر این لشکر به عنوان یک واحد یکپارچه حفظ می‌شد، می‌توانست تأثیر بیشتری بر علیه ژاپنی‌ها داشته باشد.